# جردن مالون
جردن مالون (انگلیسی: Jordan Malone؛ زادهٔ ۲۰ آوریل ۱۹۸۴) اسکیت‌باز سرعت اهل ایالات متحده آمریکا است.